# Perge

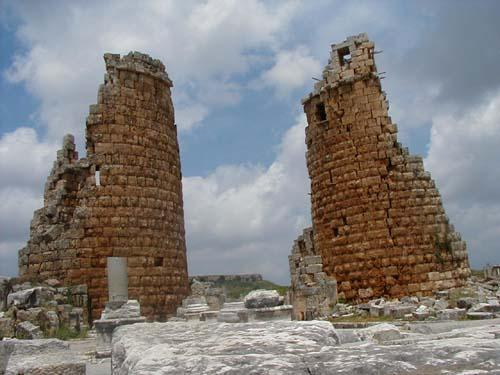
Perge - brama hellenistyczna

Perge – najważniejsze z miast starożytnej Pamfilii.
Według legendy miasto założone w XIII wieku p.n.e. przez Mopsosa i Kalhasa – uchodźców spod Troi. W IV wieku p.n.e. pisarz Skylaks odnotował istnienie miasta nad brzegiem rzeki Kaistros (dzisiejsza Aksu). Chociaż miasto położone było 12 km od morza, mieszkańcy czerpali zyski z handlu morskiego. Było to możliwe, ponieważ rzeka w czasach starożytnych była żeglowna. Aż do 333 p.n.e. miasto pozostawało w strefie wpływów perskich. Później poddało się bez walki Aleksandrowi Macedońskiemu. Po śmierci Aleksandra miasto było niezależne aż do 129 p.n.e., kiedy stało się częścią nowej prowincji rzymskiej – Azji Mniejszej. Zaczął się okres prosperity. Miasto stało się jednym z ważniejszych ośrodków kultu Artemidy. W I i II wieku Perge było jednym z najpiękniejszych miast Azji Mniejszej. Do dziś można zobaczyć ruiny nimfeum, ulicy kolumnowej, bramy ceremonialnej, łaźni, gimnazjonu, teatru i stadionu na 12 tys. widzów. Wraz z wizytą św. Pawła rozpoczął się chrześcijański okres historii miasta. W V wieku miasto było już siedzibą biskupa. Gwałtowny koniec przyszedł w VIII wieku wraz z najazdami Arabów.